# Stavros Arabatzis
Stavros Arabatzis (* 1961 in Chandras, Griechenland) ist ein Medientheoretiker. Er ist seit 2009 Privatdozent an der Universität zu Köln, Humanwissenschaftliche Fakultät, Institut für Kunst und Kunsttheorie.

## Leben
Arabatzis studierte von 1981 bis 1985 Design an der Hochschule für Künste Bremen. Nach dem Abschluss als Diplom-Designer begann er 1986 ein Studium der Philosophie, Erziehungswissenschaften und Sozialwissenschaften an der Universität Düsseldorf, anschließend von 1986 bis 1990 ein Studium der Kunstpädagogik und Geschichte an der Universität Bremen, wo er 1998 mit einer Arbeit zu Walter Benjamin promoviert wurde. Anschließend war er wissenschaftlicher Mitarbeiter des Projekts Walter Benjamin und die Folgen. Zweites Passagen-Werk, das an der Hochschule für Künste Bremen durchgeführt wurde, und habilitierte sich 2009 an der Universität zu Köln, Humanwissenschaftliche Fakultät. 2009 wurde ihm dort die Lehrbefähigung und Lehrbefugnis für Mode-, Kunst- und Medientheorie verliehen.
Er forscht und publiziert im Bereich Medientheorie Kunsttheorie, Designtheorie und Medienphilosophie und hat zuletzt in Medienpharmakologie einen neuen medientheoretischen Ansatz entwickelt. Er ist Mitglied der Redaktionsleitung des ITS Journals Art and Design (AD) mit Sitz in Hongkong und London.

## Bücher
- Allegorie und Symbol: Untersuchung zu Walter Benjamins Auffassung des Allegorischen in ihrer Bedeutung für das Verständnis von Werken der Bildenden Kunst und Literatur (Theorie und Forschung). Roderer, Regensburg 1998, ISBN 3-89073-287-9.
- Versenkung ins Äußere. Elemente einer Theorie der Mode. Passagen Verlag, Wien 2004, ISBN 978-3-85165-628-2.
- Schockerfahrung und Medienphysiognomie. Königshausen & Neumann, Würzburg 2005, ISBN 978-3-8260-3128-1.
- Ich suche Menschen: Philosophische und biographische Fragmente. Passagen Verlag, Wien 2007, ISBN 978-3-85165-806-4.
- Im Niemandsland der Großen Installation. Theorie der Medien. Königshausen &Neumann, Würzburg 2011, ISBN 978-3-8260-4626-1.
- Medienherrschaft, Medienresistenz und Medienanarchie: Archäologie der Medien und ihr neuer Gebrauch. Springer VS, Wiesbaden 2016, ISBN 978-3-658-15878-1.
- Kunsttheorie: Eine ideengeschichtliche Erkundung (essentials). Springer VS, Wiesbaden 2017, ISBN 978-3-658-19588-5.
- Archäologie des Designs und Systematik der Designtheorien: Gebrauch des Unbrauchbaren (essentials). Springer VS, Wiesbaden 2018, ISBN 978-3-658-23455-3.
- Feindselige Mediengesellschaft: Krieg der Öffentlichkeit, Springer VS, Wiesbaden 2019, ISBN 978-3-658-26993-7.
- Medienpharmakologie: Eine pharmazeutisch-politische Medientheorie, Springer VS, Wiesbaden 2021, ISBN 978-3-658-33445-1.
- Medien politisch denken. Stasis und Polemos. Springer VS, Wiesbaden 2023, ISBN 978-3-658-40675-2.
- Alternativmedien. Ursprung der Gegenöffentlichkeit. Springer VS, Wiesbaden 2025, ISBN 978-3-658-46968-9.
- Media on a Political Level. Stasis and Polemos. Palgrave Macmillan UK 2025, ISBN 978-3-658-48799-7.